# 27 травня
27 травня — 147-й день року (148-й у високосні роки) в григоріанському календарі. До кінця року залишається 218 днів.

## Свята і пам'ятні дні

### Міжнародні
- День захисту від Сонця.
- День целофанової стрічки.

### Національні
- Киргизстан: День бібліотек.
- Японія: День військово-морського флоту. (海軍 記念 日)
- Нігерія: День захисту дітей.
- Нікарагуа: День збройних сил.
- Болівія: День матері.
- Перу: День мови корінних народів. (Día del Idioma Nativo).
- Франція: Національний день опору.
- Гваделупа,  Сен-Бартельмі,  Сен-Мартен: День скасування рабства.

### Релігійні

#### Християнство
День Святого Августина Кентерберійського, єпископа.
Православні:
- Священномученика Ферапонта, єпископа Сардійського.
- Мучеників Феодори, діви, і Дидима, воїна.
- Знайдення мощей святителів Київських Кипріана та Фотія[3].
- Праведного Іоана Руського, сповідника.

### Іменини
✙ Православні: Феодора, Іван 
✝  Католицькі: св. Августина Кентерберійського, єпископа.

## Події
- 1753 — завершене будівництво Андріївської церкви в Києві.
- 1821 — заснована Миколаївська астрономічна обсерваторія.
- 1895 — англійський винахідник Бірт Акрес запатентував кінопроєктор.
- 1900 — на парламентських виборах у Бельгії вперше у світі була випробувана система пропорційного представництва.
- 1916 — президент США Вудро Вільсон закликав після Першої світової війни створити Лігу Націй.
- 1921 — Афганістан оголосив про свою незалежність.
- 1926 — в штаті Міссурі споруджено пам'ятник Гекльберрі Фіну й Тому Соєру.
- 1930 — Річард Дрю запатентував «прозору целофанову липку стрічку» — скотч. Новинку спочатку використовували для захисту скла автомашини під час фарбування кузова.
- 1933 — відбулася прем'єра мультфільму Волта Діснея «Три поросяти».
- 1937 — у Сан-Франциско урочисто відкрився міст над протокою Золоті Ворота — один із найкрасивіших у світі.
- 1944 — в Парижі відбулася прем'єра спектаклю Жана-Поля Сартра «Виходу немає»
- 1950 — теледебют Френка Синатри на каналі «NBC». Він виступав разом з коміком Бобом Гоупом
- 1973 — СРСР приєднався до Всесвітньої конвенції з авторського права, ухваленої в Женеві 1952 р.
- 1993 — набрала чинності поправка до Кримінального кодексу РФ, що скасовує кримінальне покарання за добровільні гомосексуальні стосунки між повнолітніми людьми.
- 2002 — музикант Алан Паркер став лицарем і може додавати до свого імені приставку «сер».
- 2009 — на базі Національного авіаційного університету створено Інститут Аеронавігації.
- 2015 — прокуратури Швейцарії та США арештували 7 вищих посадовців ФІФА та загалом 14 осіб — за звинуваченням у корупції, рекеті, шахрайстві та відмиванні грошей

## Народились

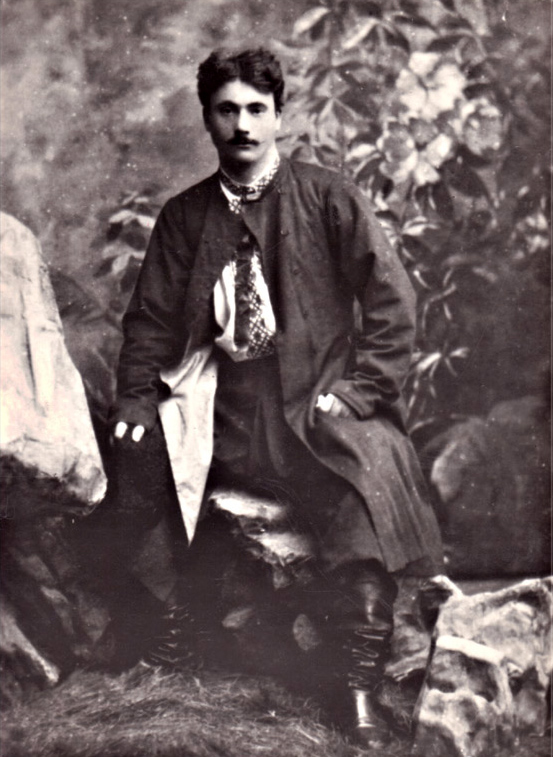
Панас Саксаганський

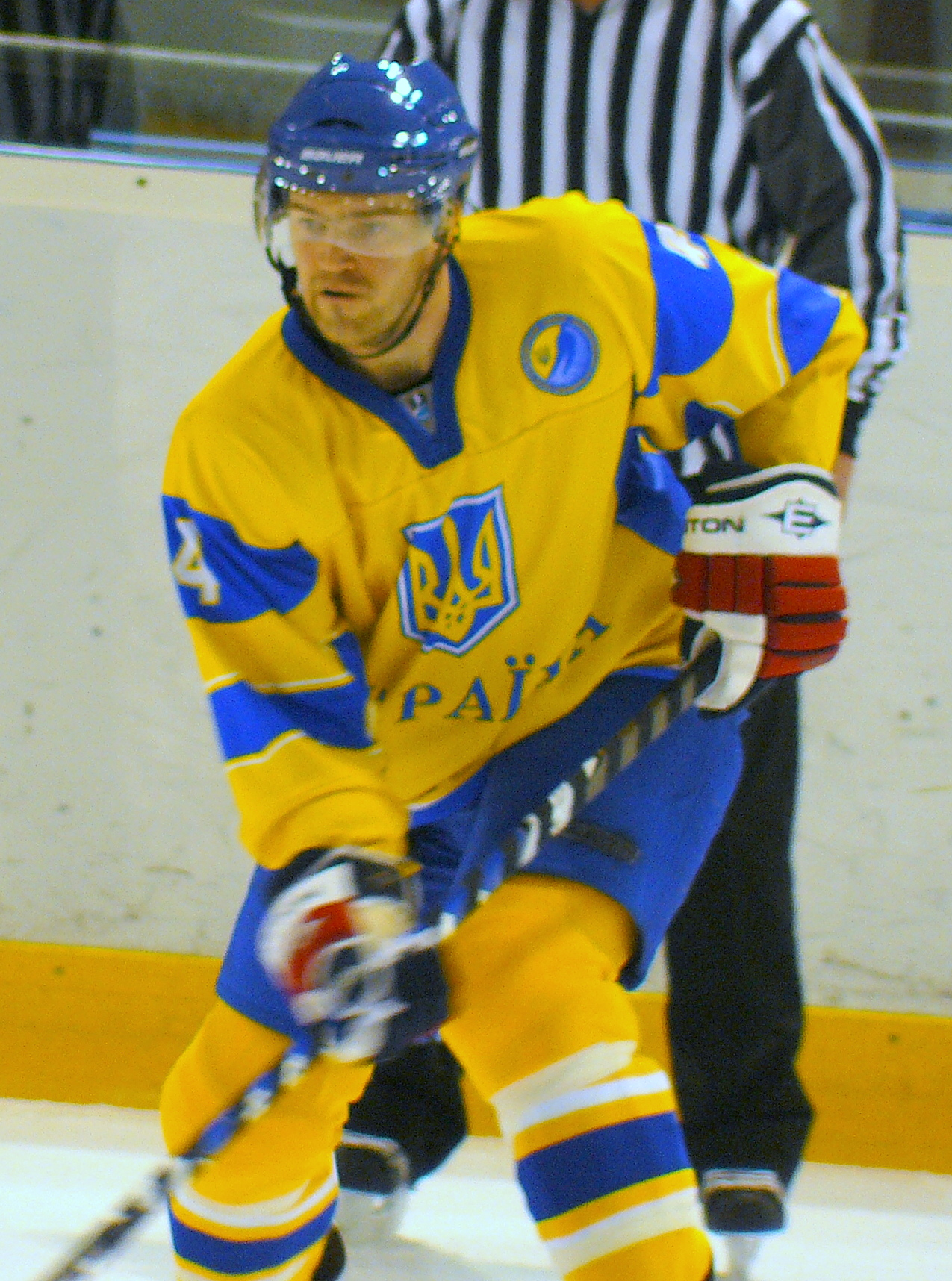
Дмитро Толкунов

Дивись також Категорія:Народились 27 травня
- 1141 — Ейсай, японський буддистський монах, засновник секти Ріндзай-сю, популяризатор культури чаю в Японії.
- 1794 — Корнелій Вандербільт, американський корабельний і залізничний магнат голландського походження, який спричинив винайдення чипсів.
- 1859 — Панас Саксаганський, український актор і режисер, театральний діяч, засновник Народного театру в Києві; брат Івана Карпенка-Карого, Миколи Садовського й Марії Садовської-Барілотті.
- 1860 — Мануел Тейшейра Гоміш, португальський письменник і політик.
- 1864 — Дешилл Гемметт, американський письменник, один із засновників жанру «крутого детективу».
- 1871 — Андрій Крупій, український народний поет-сатирик.
- 1877 — Гліб Лазаревський, український літературознавець.
- 1878 — Айседора Дункан, американська танцівниця.
- 1884 — Макс Брод, німецькомовний чеський, а згодом ізраїльський письменник єврейського походження, композитор та журналіст.
- 1893 — Бекір Чобан-заде, видатний кримськотатарський вчений-тюрколог України та Азербайджану, поет та письменник.
- 1894 — Луї-Фердінан Селін, французький письменник, лікар.
- 1907 — Іван Басс, український літературознавець.
- 1913 — Валентин Лагода, український поет-лірик, сатирик, гуморист та дитячий письменник.
- 1922 — Крістофер Лі, англійський актор («Володар перснів», «Сонна лощина», «Зоряні війни»).
- 1923 — Генрі Кіссінджер, американський політик, Держсекретар (1973–77 рр.), Нобелівський лауреат.
- 1929 — Роман Іваничук, український письменник, громадський діяч, один з організаторів Товариства української мови ім. Т.Шевченка, Народного Руху України.
- 1930 — Джон Барт, американський письменник-постмодернист, один з основоположників «школи чорного гумору».
- 1931 — Валентин Терно, український вчений, києвознавець, лікар, педагог, письменник.
- 1934 — Гарлан Еллісон, американський письменник-фантаст.
- 1936 — Віктор Ганоцький, український поет.
- 1937 — Андрій Бітов, російський письменник нонкомформіст.
- 1948 — Олександр Волков, український космонавт.
- 1962 — Петро Воробей, український журналіст, письменник.
- 1964 — Володимир Цибулько, український поет, перекладач, есеїст, політичний діяч.
- 1970 — Джозеф Файнз, англійський актор («Єлизавета», «Закоханий Шекспір», «Ворог біля воріт»).
- 1971 — Олександр Чижевський, український футболіст, захисник запорізького «Металурга».
- 1971 — Пол Беттані, англійський актор («Код да Вінчі», «Уімблдон», «Догвіль», «Легіон»).
- 1979 — Дмитро Толкунов, український хокеїст.

## Померли
Дивись також Категорія:Померли 27 травня
- 1564 — Жан Кальвін, французький протестантський проповідник, засновник кальвінізму.
- 1675 — Дюге Гаспар (Пуссен), італійський художник-пейзажист французького походження, представник бароко.
- 1840 — Нікколо Паганіні, італійський скрипаль і композитор.
- 1910 — Роберт Кох, німецький мікробіолог, один із основоположників сучасної бактеріології й епідеміології, лауреат Нобелівської премії.
- 1919 — Кандукурі Вірешалінгам, індійський поет та письменник мовою телугу, драматург, журналіст, перекладач, науковець.
- 1925 — Нестор Дмитрів, український греко-католицький священик, письменник, редактор, перекладач, громадський діяч.
- 1939 — Йозеф Рот, австрійський письменник та журналіст єврейського походження.
- 1956 — Самед Вургун, азербайджанський радянський поет, письменник і драматург.
- 1964 — Джавахарлал Неру, перший прем'єр-міністр Індії, письменник.
- 1979 — Анатолій Ластовецький, український радянський поет.
- 1987 — Джон Говард Нортроп, американський біохімік. Лауреат Нобелівської премії з хімії.
- 1988 — Ернст Авгу́ст Ру́ска, німецький фізик, творець електронного мікроскопа, лауреат Нобелівської премії з фізики.
- 1989 — Арсеній Тарковський, поет і перекладач зі східних мов.
- 1999 — Дмитро Нитченко, український літературознавець, письменник, мемуарист, редактор, літературний дослідник, педагог, громадський діяч, що жив і працював у Австралії.
- 2014 — Петер Домокош, угорський літературознавець, дослідник удмуртської та інших фіно-угорських літератур.
- 2016 — Петро Мальчук, архієпископ, ординарій Києво-Житомирської дієцезії Римо-Католицької Церкви в Україні (2011—2016), член ордену францисканців.
- 2017 — Греґґ Оллмен, американський співак та музикант, лідер-вокаліст, органіст та автор пісень групи The Allman Brothers Band.